# Muzeum Radia w Koszalinie
Muzeum Radia w Koszalinie – muzeum, działające przy rozgłośni Polskiego Radia Koszalin, zamknięte w 2007 roku.
Placówka była najprawdopodobniej pierwszym tego typu muzeum w Polsce. Posiadała w swych zbiorach około 400 radioodbiorników, mikrofonów, gramofonów oraz egzemplarzy sprzętu radiowego. Muzeum zostało zamknięte w listopadzie 2007 roku. Część zbiorów muzeum została przeniesiona do gablot, stojących w holu siedziby rozgłośni. Są one udostępniane m.in. w ramach Nocy Muzeów.